# Décibel A
Pour les articles homonymes, voir Décibel (homonymie) et DBA.
Une valeur exprimée en dB (A) est l'évaluation en décibels d'un niveau sonore avec la pondération A de la norme CEI 61672-1 « Électroacoustique –
Sonomètres », établie pour tenir compte de la sensibilité moyenne, à un faible volume sonore, des personnes ayant une audition considérée comme normale, pour chaque bande de fréquences.
La pondération A sert fréquemment pour l'évaluation de la sonie des bruits environnementaux.

## Présentation

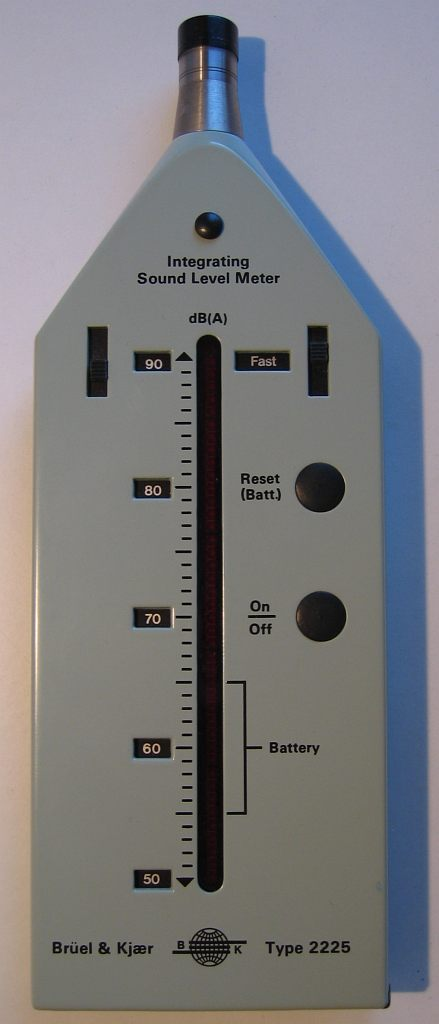
Sonomètre intégrateur en dB(A)

Le décibel SPL repère le niveau sonore par rapport à une valeur de référence, donnant le niveau 0 dB. Ce niveau de référence, pour la pression acoustique, correspond à peu près au plus faible son audible. Deux sons donnent la même valeur en décibels SPL s'ils correspondent à la même pression acoustique, qu'ils soient graves ou aigus. Mais l'oreille humaine n'est pas sensible de la même façon à tous les types de son : les auditeurs ressentent en général un bruit aigu comme plus sonore qu'un bruit grave de même intensité acoustique. Cette différence de sensibilité répond à la hauteur spectrale, c'est-à-dire aux fréquences qui, mélangées, constituent le son.
Pour obtenir un résultat qui reflète mieux la manière dont les humains entendent, on applique aux mesures la pondération « A » pour obtenir un niveau en dB (A).
La plupart du temps, on mesure la pression acoustique (donnant un niveau en dB SPL, Sound Pressure Level), au moyen d'un sonomètre. Cependant, la pondération A peut s'appliquer à des puissances d'émission acoustique globale d'une machine comme un ordinateur de bureau.
Des lois et règlements font référence à la pondération « A » pour exprimer des valeurs de niveau sonore (voir pollution sonore). Par exemple, la directive de l'Union européenne mesure et gestion des bruits environnementaux, institue des cartes de bruit dont les valeurs doivent être exprimées en dB (A). En France, les lois et règlements qui exigent la « pondération A des normes C.E.I » concernent non seulement le code de l'environnement, mais aussi le code de la santé publique (notamment l'article R1334-30 et suivants), le code du travail (notamment R4213-5 et suivants) ou le code de la route (tant pour les bruits émis par les véhicules que par le niveau sonore des avertisseurs). En effet, même si la mesure effectuée à proximité d'une source de bruit donne des niveaux élevés, ce bruit constituera une nuisance sonore dans un environnement calme, après que la distance l'ait affaibli.

## Définition technique

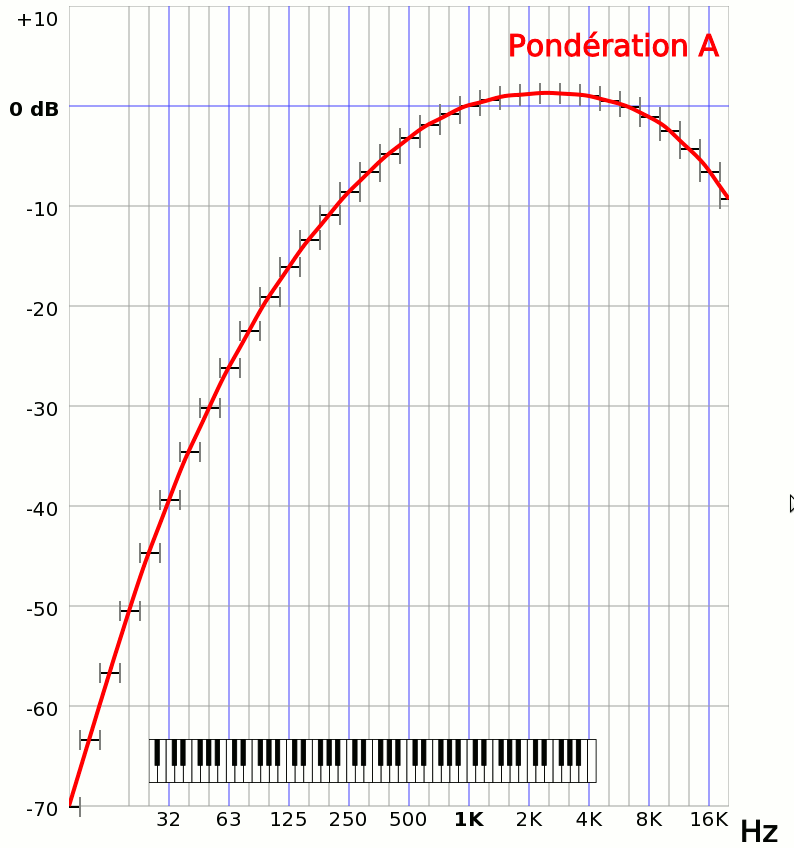
Les valeurs par tiers d'octave et la courbe de pondération A

La norme CEI 61672-1 de 2002 définit la pondération A sous la forme de tableaux de coefficients à appliquer aux mesures par octaves ou par tiers d'octave. La valeur globale totale est la somme des valeurs efficaces mesurées par bande, multipliées par le coefficient de la bande. Cette valeur est ensuite intégrée temporellement, soit avec une constante de temps de 0,125 s (réponse F, fast), soit avec une constante de temps de 1 s (réponse S, slow).  Pour les bruits impulsifs, il existe une réponse I (impulsion), avec une montée rapide de l'indicateur en 35 ms et une descente lente en 1,5 s. Pour finir, la valeur est convertie en décibels par rapport à celui qui aurait été obtenu avec un son pur stable de fréquence 1 kHz et de pression acoustique 20 µPa.
Ce niveau total est susceptible d'usages réglementaires, mais il représente moins bien la situation sonore que le relevé des puissances par bande.

### Limites d'usage
La pondération A donne peu d'importance aux basses, ce qui correspond à la sensibilité de l'oreille pour les sons purs à faible volume sonore. La courbe isosonique prise en compte pour l'établissement de la pondération est celle correspondant à 40 dB au-dessus du seuil de perception. C'est le niveau sonore d'un environnement très calme.
Depuis 1936, année de la publication de la pondération A, de nombreuses études psychoacoustiques ont proposé des mesures plus réalistes de la sonie (niveau sonore). Cependant, ces mesures exigent des opérations beaucoup plus complexes que l'usage approprié d'un instrument de mesure.
Les normes définissent les filtres et les coefficients de pondération des sonomètres, dont la mesure pourra être utilisée à des fins judiciaires. Si un praticien veut pouvoir utiliser ses résultats, il doit utiliser un appareil certifié conforme, et, le plus souvent, exprimer un résultat global en dB (A). Cette obligation légale persiste malgré de nombreuses études et critiques de la pertinence de la pondération A. Eberhard Zwicker, qui a mis au point une procédure de mesure de la sonie, note que dans certains cas, le niveau sonore augmente, alors que la mesure en dB (A) baisse. D'autres auteurs notent ses insuffisances pour la mesure du rendement des enceintes acoustiques.

### Intégration temporelle
Très souvent, les bruits ne sont pas constants. Par exemple, dans un atelier, il peut y avoir, en plus d'un bruit confus d'ambiance, des bruits qui durent quelques secondes et des bruits percussifs très brefs.
Ces conditions dictent le choix d'une réponse temporelle.
Dans certains cas, le réglage de la réponse temporelle ne suffit pas pour obtenir un résultat clair. Les sonomètres intégrateurs effectuent un cumul de l'énergie acoustique du début de la mesure à la fin. Ils peuvent donner leur résultat soit comme niveau équivalent (Leq), soit comme niveau d'exposition (SEL),.
Le niveau équivalent est celui de la moyenne quadratique de la pression acoustique pendant la période d'exposition.
Un local contient plusieurs machines, émettant des bruits variés au cours d'un cycle de travail qui dure plus de quelques secondes. On mesure le niveau sonore maximal et le niveau équivalent.
La mesure du niveau équivalent utilise souvent la pondération A pour la détermination de l'énergie acoustique.
Le niveau d'exposition est le niveau qui aurait donné, en une seconde, le même cumul que celui obtenu pendant toute la période de mesure.
On veut comparer la perturbation causée par le passage de véhicules ou d'avions dans un lieu donné. Certains passages font plus de bruit, certains passages durent plus longtemps. On mesure, pour chaque passage, le niveau maximal et le niveau d'exposition, permettant de comparer chaque évènement sonore.
La mesure du niveau d'exposition utilise normalement la pondération A pour la détermination de l'énergie acoustique. Les résultats qui utilisent une autre pondération doivent le mentionner.

### Normes d'énonciation

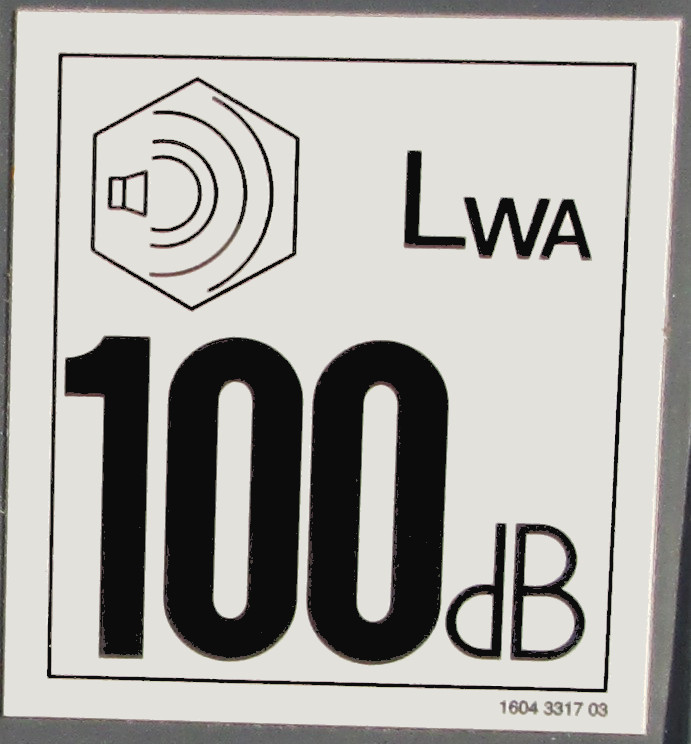
Étiquette concernant un compresseur de chantier

La norme CEI 61672-1 préconise d'utiliser l'abréviation LA pour désigner le résultat en dB (A) d'une mesure avec la pondération A, ou, à défaut, l’abréviation L pour une mesure en dB. Sans indication de réponse temporelle, il faut supposer que la réponse F a été utilisée ; si ce n'est pas le cas, il faut l'indiquer.
Ainsi, les abréviations LpA (en dB) ou Lp (en dB (A)) rendent compte d'une mesure basée sur la pression acoustique.
L'abréviation LWA correspond à la puissance sonore (pondération A) émise par des machines tournantes (y compris les ordinateurs personnels).